# Крачковский, Игнатий Юлианович
Игна́тий Юлиа́нович Крачко́вский (4 (16) марта 1883, Вильна, Виленская губерния — 24 января 1951, Ленинград) — русский и советский арабист, академик Российской академии наук (с 1921; с 1925 года — АН СССР). Один из создателей школы советской арабистики, член Императорского Православного Палестинского Общества. Один из авторов первого издания «Энциклопедии ислама».

## Биография
Родился в семье Юлиана Фомича Крачковского, директора Виленского учительского института. Уже в детские годы проявлял интерес к восточным культурам, самостоятельно изучал восточные языки.
Окончил Виленскую 1-ю гимназию с золотой медалью (1901) и факультет восточных языков Санкт-Петербургского университета по арабско-персидско-турецко-татарскому отделению (1905). Был удостоен золотой медали за сочинение по арабской словесности «Царствование халифа аль-Мехдия». В 1908—1910 годах посещал Ближний Восток, где изучал диалекты арабского языка, местную литературу и культуру.
С 1910 года — приват-доцент (с 1918 года профессор) факультета востоковедения Петербургского-Ленинградского университета по арабской поэзии, христианско-арабской письменности и современной литературе арабов.
В 1924 году посетил Крым, где изучил крымскотатарские тексты, в частности из собрания Зынджирлы-медресе. С этого же года является членом Таврического общества истории, археологии и этнографии.
Являлся вице-президентом Географического общества СССР (1938—1945). Входил в состав редколлегии журнала «Известия АН СССР. Отделение литературы и языка».
Профессор и член учёных советов многих учебных и исследовательских учреждений СССР, член ряда зарубежных академий и востоковедных обществ (АН в Дамаске, Королевского азиатского общества Великобритании и Ирландии, Немецкого востоковедного общества, Фламандской, Польской, Иранской АН и др.)
Был женат на востоковеде В. А. Крачковской.
Скончался в 1951 году. Похоронен в Ленинграде на Литераторских мостках Волковского кладбища.
В марте 2023 года к 140-летию со дня рождения в Российской национальной библиотеке была открыта выставка.

## Адреса в Санкт-Петербурге
С 1927 года по 24 января 1951 года жил в Доме академиков: 7-я линия Васильевского острова, 2/1, лит. А. На фасаде дома имеется мемориальная доска в память о Крачковском.

## Достижения
- Перевёл на русский язык Коран. (Первое издание: Коран. Перевод и комментарии И. Ю. Крачковского. Редактор В. И. Беляев. Предисловие В. И. Беляева и П. А. Грязневича. М., 1963.).[15] (см. Переводы Корана на русский язык).
- Автор более 450 опубликованных трудов.
- Стал редактором первого полного издания «1001 ночи» на русском языке.
- Основополагающие сочинения Крачковского по новоарабской литературе и истории арабской культуры конца XIX — начала XX века положили начало исследованиям в данной области как в СССР, так и в европейских и арабских странах.
- Автобиографическая книга Игнатия Юлиановича «Над арабскими рукописями» (1945) была переведена на ряд иностранных языков, в том числе арабский, и удостоена Сталинской премии (1951).
- Труд Крачковского «История географической литературы у арабов» был издан Лигой арабских государств в 1963 году.

## Награды
- Два ордена Ленина (17.05.1944; 10.06.1945)
- Сталинская премия (1951)

## Основные труды
- Поэтическое творчество Абу-л-Атахии // Записки Восточного Отделения Императорского Русского Археологического Общества. Т. XVIII.
- Arabica // Византийский Временник. Т. XIII—XIV.
- Мутанабби и Абу-л-Ала // Записки Восточного Отделения. Т. XIX.
- Новозаветный апокриф в арабской рукописи 885—886 г. // Византийский Временник. Том XIV. Выпуск 2-3. 1907. С. 246—275.
- Восточный факультет университета святого Иосифа в Бейруте // Журнал Министерства Народного Просвещения. 1910.
- Легенда о святом Георгии Победоносце в арабской редакции // Живая старина. Т. XIX.
- Поэт корейшитской плеяды // Записки Восточного Отделения. Т. ХХ.
- Исторический роман в современной арабской литературе // Журнал Министерства Народного Просвещения. 1911.
- Abu-Hanifa ad-Dinaweri. — Лейден, 1912.
- Хамаса Бухтури и её первый исследователь в Европе // Записки Восточного Отделения. Т. XXI.
- Из эфиопской географической литературы // Христианский Восток. Т. I.
- Из арабской печати Египта // Мир Ислама. Т. I.
- К описанию рукописей Ибн-Тайфура и ас-Сули // Записки Восточного Отделения" т. XXI.
- Одна из мелькитских версий арабского синаксаря // Христианский Восток. т. II.
- Арабские рукописи городской библиотеки в Александрии // Записки Восточного Отделения", т. XXII.
- Абу-л-Фарадж ал-Ва’ва Дамасский: Материалы для характеристики поэтического творчества. — Пг., 1914.
- Крачковский И. Ю. Отчет о командировке в Крыму летом 1924 г. // Известия АН. Серия 6. — Л., 1924. — Т. 18. — ч. 2. — С. 666.
- Две южно-арабские надписи в Ленинграде // Известия Академии Наук СССР. — 1931. — С. 427—453.
- Путешествие Ибн Фадлана на Волгу / Перевод и комментарий под редакцией академика И. Ю. Крачковского. — М.—Л.: Издательство Академии наук СССР, 1939.
- Пигулевская Н. В. Месопотамия на рубеже V—VI вв. н. э.: Сирийская хроника Иешу Стилита как исторический источник / Ответственный редактор акад. Ю. А. Крачковский // Труды института востоковедения, том XXXI. М.-Л.: Издательство Академии наук СССР, 1940.
- Хроника Мухаммеда Тахира ал-Карахи о дагестанских войнах в период Шамиля / Перевод с арабского А. М. Барабанова. Предисловие И. Ю. Крачковского. — М.—Л.: Издательство Академии наук СССР, 1941.
- Над арабскими рукописями: Листки воспоминаний о книгах и людях. — М., 1945.
  - Над арабскими рукописями: Листки воспоминаний о книгах и людях. — Изд. 2-е, доп. — М.; Л.: Изд-во АН СССР, 1946. — 172 с. — (Научно-популярная серия. Мемуары). — 5000 экз.
  - Над арабскими рукописями: Листки воспоминаний о книгах и людях. — Изд. 3-е, исправл. — М.; Л.: Изд-во АН СССР, 1948. — 204 с. — (Научно-популярная серия. Мемуары). — 10 000 экз.
  - Над арабскими рукописями: Листки воспоминаний о книгах и людях. — Изд. 4-е. — М.: Наука, 1965. — 232 с. — 13 000 экз.
  - Над арабскими рукописями: Листки воспоминаний о книгах и людях. — М.: Едиториал УРСС, 2003. — 168 с. — (Академия фундаментальных исследований: история). — ISBN 5-354-00137-4.
  - Над арабскими рукописями: Листки воспоминаний о книгах и людях. — Изд. стереотип. — М.: Книжный дом «ЛИБРОКОМ», 2011. — 168 с. — (Академия фундаментальных исследований: история). — ISBN 978-5-397-01864-7.
  - Над арабскими рукописями: Листки воспоминаний о книгах и людях. — Изд. стереотип. — М.: Книжный дом «ЛИБРОКОМ», 2015. — 168 с. — (Академия фундаментальных исследований: история). — ISBN 978-5-397-04938-2.
- Избранные сочинения. Т. 1—6. — М.—Л., 1955—1960.
- Арабская географическая литература. — М., 2004.